# Comuna Malomîhailivka, Pokrovske
Malomîhailivka (în ucraineană Маломихайлівка) este o comună în raionul Pokrovske, regiunea Dnipropetrovsk, Ucraina, formată din satele Iablunivka și Malomîhailivka (reședința).

## Demografie
Componența lingvistică a satului Malomîhailivka
     Ucraineană (97,09%)
     Rusă (2,36%)
     Alte limbi (0,2%)
Conform recensământului din 2001, majoritatea populației satului Malomîhailivka era vorbitoare de ucraineană (97,09%), existând în minoritate și vorbitori de rusă (2,36%).